# Vuelo 363 de Tatarstan Airlines
El vuelo 363 de Tatarstan Airlines fue un vuelo regular de pasajeros dentro de Rusia. El 17 de noviembre de 2013 a las 19:26 hora local (15:26 GMT) el Boeing 737-500 colisionó contra la pista del Aeropuerto Internacional de Kazán, tras tratar de retomar el vuelo luego de un primer intento fallido de aterrizaje. No hubo sobrevivientes, los 44 pasajeros y 6 tripulantes resultaron muertos. Tras este accidente Tatarstan Airlines cesó sus operaciones.
Según el informe de investigación oficial del Comité Interestatal de Aviación (IAC) el accidente fue el resultado de un error del piloto, derivado de la falta de habilidad para recuperarse de una actitud excesiva de nariz hacia arriba durante un procedimiento de motor y al aire (Go-Around). Las deficiencias de los pilotos fueron causadas por un problema con la gestión de seguridad de la aerolínea y una falta de supervisión regulatoria. Sin embargo, un miembro de la comisión presentó un informe de opinión alternativo, alegando que la comisión había ignorado el posible mal funcionamiento de los controles del timón de profundidad de la aeronave.
Fue el desastre aéreo más grave de 2013.

## Aeronave
El Boeing 737-53A, matrícula VQ-BBN, llevaba más de 23 años en servicio. Había sido operado por siete aerolíneas. Propiedad de AWAS desde su fabricación (el código de cliente de Boeing 3A representa AWAS), fue alquilado a Euralair (1990 a 1992, registrado F-GGML), Air France (1992 a 1995, todavía como F-GGML), Uganda Airlines (1995 a 1999, registrado 5X-USM), Rio Sul (2000 a 2005, registrado PT-SSI), Blue Air (2005 a 2008, registrado YR-BAB), Bulgaria Air (varios meses en 2008, registrado LZ-BOY) y Tatarstan Airlines (finales de 2008 hasta que se estrelló).
La aeronave había estado involucrado en dos incidentes anteriores:
- Mientras estaba en servicio con Rio Sul, el 17 de diciembre de 2001, la aeronave se estrelló a unos 70 metros (230 pies) antes de la pista mientras aterrizaba en el Aeropuerto Internacional Tancredo Neves en condiciones climáticas adversas, dañando su tren de aterrizaje. Los 108 pasajeros y la tripulación a bordo sobrevivieron.
- El 26 de noviembre de 2012, la aeronave realizó un aterrizaje de emergencia en Kazán debido a problemas con la despresurización de la cabina poco después del despegue.

## Accidente

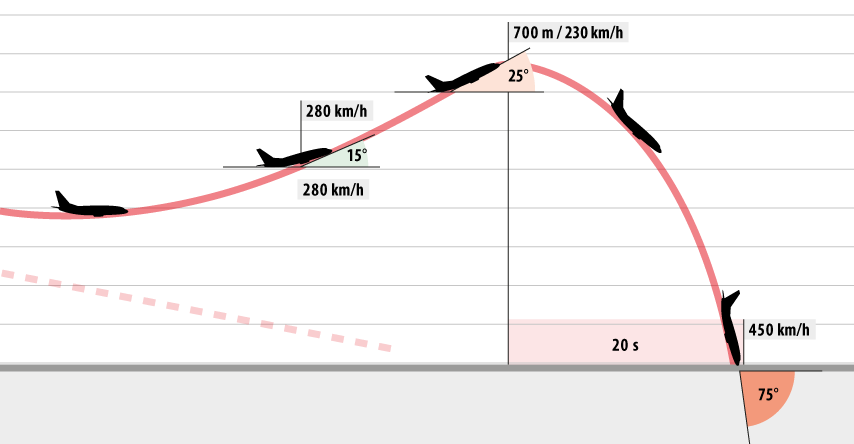
Perfil de choque.

El vuelo 363 despegó del Aeropuerto Internacional de Moscú-Domodédovo en Moscú a las 6:25 pm hora local, con destino al Aeropuerto Internacional de Kazán, a unos 800 kilómetros (500 millas; 430 millas náuticas) al este de Moscú.
Mientras se encontraba en la aproximación final al Aeropuerto Internacional de Kazán, la tripulación inició una maniobra de motor y al aire debido a una aproximación inestable, pero se estrelló contra la pista en una actitud de morro hacia abajo de 75 grados, a una velocidad de 242 nudos (448 km/h; 278 mph) momentos después y explotó al impactar contra el suelo. Una segunda explosión ocurrió 40 segundos después del impacto. Una de las cámaras de vigilancia del aeropuerto captó el accidente en video. Los 44 pasajeros y los 6 miembros de la tripulación murieron; no hubo víctimas en tierra. Se informaron fuertes vientos y condiciones nubladas en el aeropuerto en el momento del accidente.
El Aeropuerto Internacional de Kazán se mantuvo cerrado durante unas 24 horas, solo para vuelos de tránsito, antes de que se reabriera por completo el 18 de noviembre.

## Tripulación
El capitán era Rustem Gabdrakhmanovich Salikhov, de 47 años, que había estado en la aerolínea desde 1992. Tenía 2.755 horas de vuelo, incluidas 2.509 horas en el Boeing 737. El copiloto era Viktor Nikiforovich Gutsul, que también tenía 47 años. Había estado con la aerolínea desde 2008 y tenía 2093 horas de vuelo, con 1943 de ellas en el Boeing 737.

## Nacionalidad de los Fallecidos
| Nacionalidad | Pasajeros | Tripulación | Total |
| ------------ | --------- | ----------- | ----- |
| Rusia        | 42        | 6           | 48    |
| Reino Unido  | 1         | -           | 1     |
| Ucrania      | 1         | -           | 1     |
| Total        | 44        | 6           | 50    |

La lista completa de pasajeros y tripulantes fue publicada por el Ministerio de Situaciones de Emergencia. Una de las víctimas fue Irek Minnikhanov, hijo del actual presidente de la República de Tatarstán, Rustam Minnijánov. 

## Investigación
El IAC inició una investigación sobre el accidente y llegó al lugar el 18 de noviembre. Ambos registradores de vuelo, el registrador de datos de vuelo (FDR) y el registrador de voz de cabina (CVR), fueron recuperados de los restos. La Fiscalía de Transporte de Tatarstán ha abierto una investigación penal sobre el accidente. La Junta Nacional Estadounidense de Seguridad en el Transporte (NTSB) envió un equipo de investigadores al lugar del accidente.
El 19 de noviembre, Aksan Giniyatullin, director de Tatarstan Airlines, declaró que aunque la tripulación de la cabina tenía experiencia, el capitán del avión de pasajeros puede haber carecido de experiencia en la realización de una maniobra de motor y al aire. Momentos antes del accidente, el piloto informó a la torre de control que la aeronave no estaba configurada correctamente para aterrizar e inició una maniobra de motor y al aire, antes de hundirse en el suelo como si se hubiera detenido. Los investigadores dijeron que las posibles causas del accidente incluyeron un mal funcionamiento técnico y un error del piloto.
El 22 de noviembre, la Subdivisión de Investigación de Accidentes Aéreos Británicos (AAIB) anunció que se había unido a la investigación y había enviado investigadores a Kazán.

### Informes oficiales
Según el informe del caso penal, publicado el 14 de noviembre de 2019 por el Comité de Investigación de Rusia, la investigación determinó que el accidente fue el resultado directo de acciones erróneas por parte del capitán (Salikhov) y el primer oficial (Gutsul). Según la información obtenida durante la investigación, Salikhov carecía de suficientes habilidades de pilotaje y se le concedió el pilotaje sobre la base de documentos falsificados. 
- El 19 de noviembre de 2013, la Junta de Investigación del IAC informó los siguientes detalles preliminares tras recuperar algunos datos del registrador de datos de vuelo:

- La Junta de Investigación Técnica de Accidentes del Boeing 737-500 de Tatarstan Airlines informa sobre los resultados preliminares de la recuperación de la información del registrador de datos de vuelo.

- Durante la aproximación final , la tripulación de vuelo no pudo seguir un patrón de aterrizaje estándar definido por la documentación reglamentaria. Al darse cuenta de que la aeronave no estaba alineada correctamente con respecto a la pista, la tripulación informó al ATC y comenzó a maniobrar motor y al aire utilizando el modo TOGA (despegue / motor motorizado). Uno de los dos pilotos automáticos, que estaba activo durante la aproximación final, se había apagado y el vuelo se estaba controlando manualmente.

- Los motores alcanzaron un nivel de empuje cercano al máximo. La tripulación retrajo los flaps de 30 a 15 grados.

- Afectada por el momento ascendente generado por el empuje del motor, la aeronave comenzó a ascender, alcanzando un ángulo de cabeceo de unos 25 grados. La velocidad aerodinámica indicada comenzó a disminuir. La tripulación retrajo el tren de aterrizaje . Desde que inició la maniobra de motor y al aire hasta este momento, la tripulación no realizó acciones de control a través del yugo .

- Después de que la velocidad aerodinámica disminuyó de 150 a 125 nudos (278 a 232 km/h; 173 a 144 mph), la tripulación inició acciones de control a través del yugo, inclinando el morro hacia abajo, lo que llevó a detener el ascenso y luego comenzar el descenso y aumentar la velocidad aerodinámica. . Los ángulos máximos de ataque no han excedido los límites operacionales durante el vuelo.

- Después de alcanzar la altitud de 700 metros (2300 pies), la aeronave comenzó una fuerte caída en picado, con un ángulo de cabeceo que alcanzó los -75 ° al final del vuelo (final de la grabación).

- La aeronave colisionó con el terreno a alta velocidad (superando los 450 km/h (240 nudos; 280 mph)) y con un ángulo de cabeceo muy negativo.

- Han pasado unos 45 segundos entre el momento de iniciar la maniobra de motor y al aire y el momento en que se detuvo la grabación, el descenso duró unos 20 segundos.

- Los sistemas de propulsión estaban funcionando hasta la colisión con el terreno. No se han detectado comandos únicos por el análisis preliminar, lo que indicaría fallas de sistemas o unidades de la aeronave o motores.

### Informe final
El 24 de diciembre de 2015, el IAC publicó su informe final que indica que el accidente fue causado por una tripulación poco calificada que carecía de las habilidades para recuperarse de una actitud excesiva de morro hacia arriba durante un procedimiento de motor y al aire. La vuelta fue necesaria debido a un error de posición en el sistema de navegación, una desviación del mapa. Las deficiencias de los pilotos fueron causadas por la falta de gestión de la seguridad de las aerolíneas y la falta de supervisión de los reguladores.
Según el informe final, durante la aproximación final la tripulación inició un motor y al aire, pero estando bajo una gran carga de trabajo, lo que posiblemente provocó un efecto de «visión de túnel», no percibieron mensajes de alerta relacionados con la desconexión del piloto automático. Cuando el avión ascendía a 700 m, su ángulo de cabeceo alcanzaba los 25 grados y la velocidad descendía a 230 km/h. En ese momento el comandante, que no había realizado un motor y al aire fuera del entrenamiento, movió el yugo, cabeceando la nariz hacia abajo, lo que llevó a detener el ascenso y comenzó un descenso y aumento de la velocidad aerodinámica de la aeronave. Después de alcanzar la altitud de 700 m, la aeronave inició una caída en picada pronunciada, con el cabeceo ángulo que alcanzaba los -75° cuando la aeronave impactó contra el suelo. La aeronave se estrelló en la pista del aeropuerto con una velocidad superior a 450 km/h. El tiempo transcurrido desde el inicio de la maniobra de motor y al aire hasta el impacto fue de unos 45 segundos, incluidos 20 segundos de descenso de aeronaves.

### Informe de opinión alternativa
Nikolay Studenikin, el representante oficial de Rosaviatsiya en la comisión de investigación de accidentes aéreos, presentó un informe de opinión alternativo, en el que expresó su desacuerdo con las conclusiones de la comisión.
En él afirmó que la comisión del IAC concentró la investigación en la búsqueda de las deficiencias en el entrenamiento de las tripulaciones de vuelo en Rusia, y que en realidad no se estableció una conexión directa entre tales deficiencias y el accidente del vuelo 363. También criticó, que la investigación sobre el posible mal funcionamiento de los controles de los ascensores de la aeronave haya sido encomendada a su fabricante, la estadounidense Parker Aerospace, que dictaminó que sus controles operaron con normalidad durante el accidente. Según Studenikin, una simulación de vuelo del vuelo accidentado, que se llevó a cabo en las instalaciones de Boeing, tenía como único objetivo probar la culpa de la tripulación y no simuló una posible falla mecánica en la aeronave Boeing.

### Suspensión del certificado de aeronave
Rosaviatsiya se negó a aceptar los resultados de la investigación del accidente del vuelo 363 del IAC, citando su preocupación por los controles de los ascensores del Boeing 737. IAC sugirió que la posición de Rosaviatsiya fue causada por su renuencia a aceptar las deficiencias de la supervisión regulatoria de Rosaviatsiya de la formación de pilotos en Rusia, que se reveló en el informe. El 4 de noviembre de 2015, IAC anunció inesperadamente la suspensión de los certificados de vuelo del Boeing 737 en Rusia, explicándolo por la negativa de Rosaviatsiya a aceptar la ausencia de problemas de seguridad con los controles de los ascensores del 737.
Dado que el Boeing 737 es un caballo de batalla de varias aerolíneas rusas, la suspensión significó que, en cuestión de días, una parte significativa de la flota de pasajeros del país podría permanecer en tierra por un período de tiempo incierto. Dmitry Peskov, vocero del presidente ruso, dijo que el Kremlin estaba al tanto de la decisión del IAC de suspender la operación del Boeing 737 en Rusia y creía que las agencias especializadas y el Gabinete harían los análisis necesarios de la situación. El Ministerio de Transporte dijo que solo seis de los 150 aviones Boeing 737 en Rusia tienen los certificados emitidos por IAC, el resto obtuvo sus certificados en otros países y, por lo tanto, IAC no tiene derecho a suspenderlos. Rosaviatsiya anunció que la IAC no tenía derecho a prohibir ninguna operación de Boeing 737 en Rusia, ya que tal decisión solo podía ser tomada por los órganos ejecutivos federales. Convocó una reunión de emergencia para discutir el futuro del Boeing 737 en Rusia con la participación del Ministerio de Transporte, Rostransnadzor, representantes de aerolíneas y un representante de Boeing en Rusia, pero IAC se negó a asistir. Al día siguiente, la IAC retiró la suspensión de los certificados de Boeing 737.
El 10 de diciembre de 2015, el IAC se reunió y aceptó oficialmente su informe final de investigación del accidente del vuelo 363. Rosaviatsiya y Studenikin se negaron a participar en esta reunión dar su aprobación al informe.

## Consecuencias
A principios de diciembre de 2013, la Agencia Federal de Transporte Aéreo de Rusia recomendó que se revocara el certificado de la aerolínea. La revocación se anunció el 31 de diciembre de 2013 y los aviones de la empresa se transfirieron a Ak Bars Aero.